# Da Brat

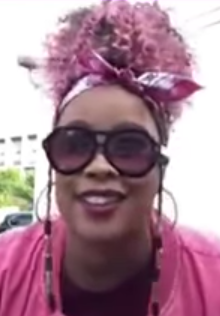
Shawntae Harris

Shawntae Harris (14 de Abril de 1974, Chicago) mais conhecida como Da Brat é uma rapper e atriz americana. Seu álbum de estreia Funkdafied de 1994, vendeu um milhão de cópias, fazendo com que ela se tornasse a primeira mulher rapper a ganhar um Disco de Platina. Ela recebeu duas indicações ao Grammy.

## Biografia
Shawntae Harris nasceu em 14 de abril de 1974 em Joliet (Illinois) e criada em West Side. Seus pais nunca se casaram, e posteriormente foi criada em duas famílias diferentes.

## Discografia
| Ano  | Álbum                                                                                | Melhor Posição | Melhor Posição | RIAA    |
| Ano  | Álbum                                                                                | Billboard 200  | Billboard R&B  | RIAA    |
| ---- | ------------------------------------------------------------------------------------ | -------------- | -------------- | ------- |
| 1994 | Funkdafied - Lançado: 28 de Junho de 1994 - Gravadora: So So Def Records             | 11             | 1              | Platina |
| 1996 | Anuthatantrum - Lançado: 29 de Outubro de 1996 - Gravadora: So So Def Records        | 20             | 5              | Ouro    |
| 2000 | Unrestricted - Lançado: 7 de Abril de 2000 - Gravadora: So So Def Records            | 5              | 1              | Platina |
| 2003 | Limelite, Luv & Niteclubz - Lançado: 15 de Julho de 2003 - Gravadora: Arista Records | 17             | 6              | -       |